# Tiberije Korunkanije
Tiberije Korunkanije, (lat. Tiberius Coruncanius) bio je poznati rimski pravnik i prvi čovek koji je iz redova plebejaca postao pontifex maximus. Smatra se prvim učiteljem rimskog prava.
280.godine.p.n.e komandovao je kao konzul rimskom vojskom u ratovima vođenim protiv Etruraca i epirskog kralja Pira. Umro je 243. godine.p.n.e.
Prema pravniku Pomponiju poznat je u istoriji rimskog prava po tome što je prvi počeo davati javne savete građanima koji su se odnosili na pravne sporove. Sve do tada znanje o pravu nalazilo se u rukama pontifa koji su imali primat u tumačenju  i čuvano je kao velika tajna.